# آلبر کلود
آلبر کلود (انگلیسی: Albert Claude؛ زاده ۲۴ اوت ۱۸۹۹ درگذشته ۲۲ مه ۱۹۸۳) یک دانشمند اهل بلژیک بود.